# Ігл-Рівер (Вісконсин)
Ігл-Рівер (англ. Eagle River) — місто (англ. city) в США, в окрузі Вілас штату Вісконсин. Населення — 1628 осіб (2020).

## Географія
Ігл-Рівер розташований за координатами 45°55′29″ пн. ш. 89°15′28″ зх. д. / 45.92472° пн. ш. 89.25778° зх. д. (45.924683, -89.257910). За даними Бюро перепису населення США у 2010 році місто мало площу 8,28 км², з яких 7,84 км² — суходіл та 0,44 км² — водойми.

### Клімат
| Клімат : Ігл-Рівер                          | Клімат : Ігл-Рівер | Клімат : Ігл-Рівер | Клімат : Ігл-Рівер | Клімат : Ігл-Рівер | Клімат : Ігл-Рівер | Клімат : Ігл-Рівер | Клімат : Ігл-Рівер | Клімат : Ігл-Рівер | Клімат : Ігл-Рівер | Клімат : Ігл-Рівер | Клімат : Ігл-Рівер | Клімат : Ігл-Рівер | Клімат : Ігл-Рівер |
| Показник                                    | Січ.               | Лют.               | Бер.               | Квіт.              | Трав.              | Черв.              | Лип.               | Серп.              | Вер.               | Жовт.              | Лист.              | Груд.              | Рік                |
| Абсолютний максимум, °C                     | 5,6                | 11,7               | 21,7               | 26,7               | 30,0               | 33,9               | 36,1               | 33,9               | 32,2               | 26,7               | 20,6               | 13,9               | 36,1               |
| Середній максимум, °C                       | −6,3               | −3,6               | 2,4                | 10,3               | 18,8               | 23,7               | 25,6               | 23,9               | 18,4               | 11,4               | 2,6                | −4,1               | 10,3               |
| Середня температура, °C                     | −12                | −9,1               | −3,7               | 4,3                | 11,8               | 17,2               | 19,2               | 18,2               | 12,5               | 6,2                | −1,7               | −8,7               | 4,6                |
| Середній мінімум, °C                        | −17,8              | −14,8              | −9,7               | −1,8               | 4,8                | 10,7               | 12,8               | 12,3               | 6,6                | 1,1                | −6                 | −13,4              | −1,2               |
| Абсолютний мінімум, °C                      | −36,1              | −37,8              | −29,4              | −17,8              | −5                 | −2,2               | 2,8                | 3,9                | −3,3               | −10,6              | −22,8              | −30                | −37,8              |
| Норма опадів, мм                            | 33                 | 20                 | 42                 | 53                 | 81                 | 89                 | 92                 | 100                | 96                 | 61                 | 52                 | 32                 | 752                |
| ------------------------------------------- | ------------------ | ------------------ | ------------------ | ------------------ | ------------------ | ------------------ | ------------------ | ------------------ | ------------------ | ------------------ | ------------------ | ------------------ | ------------------ |
| Джерело: Midwestern Regional Climate Center |                    |                    |                    |                    |                    |                    |                    |                    |                    |                    |                    |                    |                    |

## Демографія
Згідно з переписом 2010 року, у місті мешкало 1398 осіб у 684 домогосподарствах у складі 308 родин. Густота населення становила 169 осіб/км². Було 876 помешкань (106/км²).
Расовий склад населення:
| - 93,0 % — білих - 3,5 % — корінних американців - 0,8 % — чорних або афроамериканців - 0,1 % — азіатів - 1,1 % — осіб інших рас |

До двох чи більше рас належало 1,6 %. Частка іспаномовних становила 1,9 % від усіх жителів.
За віковим діапазоном населення розподілялося таким чином: 18,0 % — особи молодші 18 років, 59,0 % — особи у віці 18—64 років, 23,0 % — особи у віці 65 років та старші. Медіана віку мешканця становила 43,2 року. На 100 осіб жіночої статі у місті припадало 96,6 чоловіків; на 100 жінок у віці від 18 років та старших — 94,9 чоловіків також старших 18 років.
Середній дохід на одне домашнє господарство становив 37 838 доларів США (медіана — 29 103), а середній дохід на одну сім'ю — 40 068 доларів (медіана — 28 450). Медіана доходів становила 41 250 доларів для чоловіків та 26 250 доларів для жінок. За межею бідності перебувало 31,0 % осіб, у тому числі 54,7 % дітей у віці до 18 років та 14,2 % осіб у віці 65 років та старших.
Цивільне працевлаштоване населення становило 724 особи. Основні галузі зайнятості: мистецтво, розваги та відпочинок — 26,8 %, роздрібна торгівля — 18,2 %, освіта, охорона здоров'я та соціальна допомога — 14,4 %.

## Відомі люди
- Фредерик Януш (Фред В. Януш) — інженер, архітектор.
- Джон Бюттнер-Януш — американський антрополог, приматолог.